# آندوهان ایلاکاکا
آندوهان ایلاکاکا (به لاتین: Andohan'Ilakaka) یک منطقهٔ مسکونی در ماداگاسکار است که در ایهورومبه واقع شده‌است. آندوهان ایلاکاکا ۳۳٬۰۰۲ نفر جمعیت دارد و ۸۳۲ متر بالاتر از سطح دریا واقع شده‌است.